# Burg Nesselburg
Die Burg Nesselburg ist eine Burgruine südlich des Marktes Nesselwang im Landkreis Ostallgäu in Bayern.

## Geografische Lage
Die Ruine der Höhenburg liegt in etwa 1038 Meter Höhe auf dem Kegel eines – „Kappelköpfel“ genannten – Ausläufers des Alpspitz etwa 170 Meter über Nesselwang in Schwaben.

## Geschichte

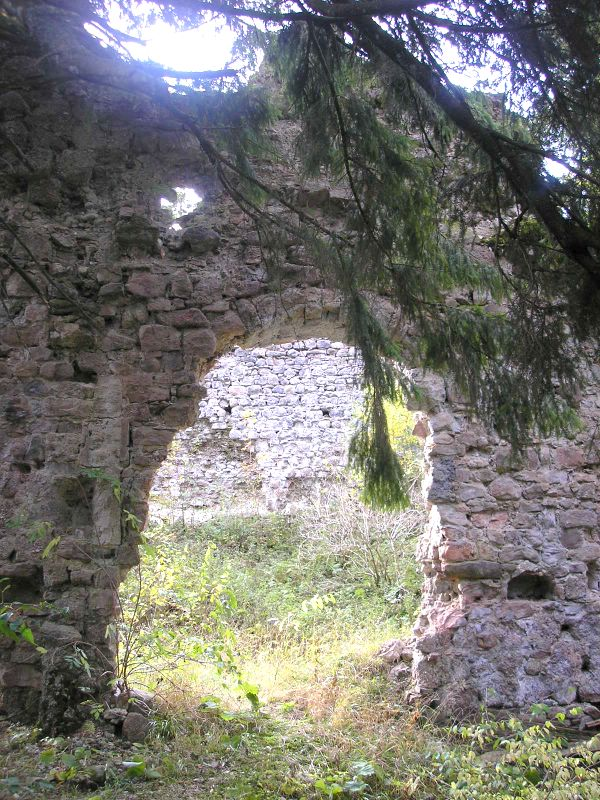
Blick aus dem Palas auf die Schildmauer

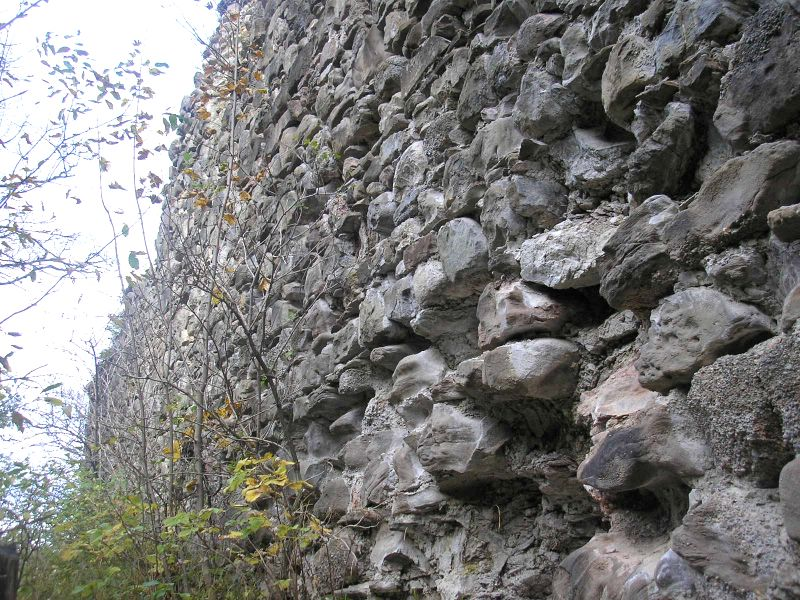
Die Schildmauer von Süden

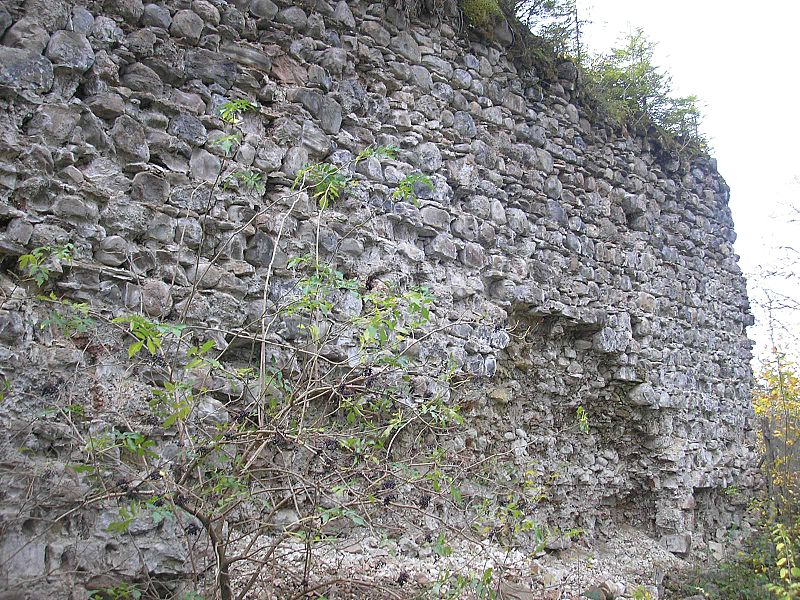
Die Schildmauer vom Burghof

Die Veste wurde gegen Ende des 13. Jahrhunderts von den edelfreien Herren von Rettenberg angelegt. Die erste urkundliche Erwähnung der Burg stammt aus dem Jahr 1302. Kurz darauf verpfändeten die Rettenberger die Herrschaft an das Hochstift Augsburg, erhielten die Herrschaft jedoch als Lehen zurück. Ab 1350 war die „Burch ze Nesselwanch“ der Mittelpunkt eines Pflegamtes, da der letzte Rettenberger Heinrich kinderlos verstorben war. Heinrichs Verwandter Peter von Hohenegg, der Ansprüche auf das Erbe erhoben hatte, erhielt vom Hochstift 1300 Pfund Heller als Entschädigung.
Im Bauernkrieg plünderten die Aufständischen 1525 den Pflegsitz aus und legten Feuer. Danach wurde die Burg wieder bewohnbar gemacht.
Die augsburgischen Pfleger und Vögte bewohnten die Nesselburg bis 1595, als ein erneuter Brand die Räume unbewohnbar machte. 1601 erwarb das Hochstift deshalb ein Haus an der Nesselwanger Hauptstraße als neuen Pflegsitz. Auch dieses Anwesen wurde 1635 beim Nesselwanger Ortsbrand ein Raub der Flammen. Anschließend entstand ein neues – 1976 abgebrochenes – Amtshaus an der alten Stelle.
Die Burg wurde 1996 von einem privaten Käufer (Gerald Wimmer, Ffm.) erworben, der 1997 Sanierungsmaßnahmen des einsturzgefährdeten Mauerwerks durchführen ließ. Die Sanierung wurde nach einem Jahr jedoch eingestellt. Am 31. Januar 2025 Verkauf der Nesselburg (Flur 967) mit dazugehörigen Wasserfall (Flur 965) und Schlosswald (Flur 966) an den Markt Nesselwang, der die seinerzeit angestrengten Sanierungsbemühungen wieder aufgreifen wird.

## Beschreibung
Neben Gräben und Geländespuren haben sich noch größere Mauerreste erhalten, die seit 1997 schrittweise saniert werden.
Gegen den Berghang schützt ein Halsgraben die Anlage, im Osten und Westen fällt das Gelände steil zu den seitlichen Bachtobeln ab. Auf dem rechteckigen, rund 30 × 23 Meter großen, Burgplateau stehen noch größere Reste des Mauerwerks aufrecht. Im Norden erhob sich der Palas, im Süden liegen die Reste der etwa 2,6 Meter starken und noch bis zu sieben Metern hohen Schildmauer. Die östliche Verbindungsmauer zum Palas ist vollständig abgegangen, die westliche mit dem Tor neben dem Hauptbau noch vorhanden. Auch die Nordwand des Palas fehlt weitgehend.
Das unregelmäßige Mauerwerk besteht aus Bachgeröll, Nagelfluh, Sand- und Tuffstein. An der Südostecke lassen sich noch Reste von Eckquadern feststellen. Der alte Burgweg führt von Nordwesten zur Toröffnung. Davor durchschneidet nördlich ein weiterer Graben den Berghang.